# Paisaje cultural de Lednice-Valtice

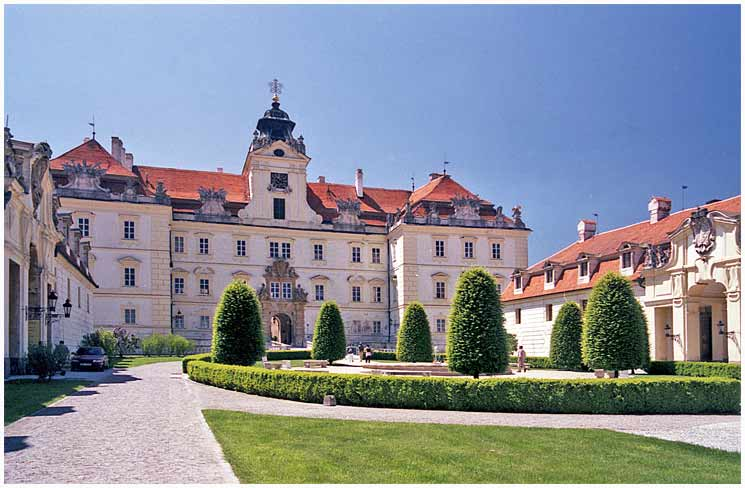
Castillo de Valtice.

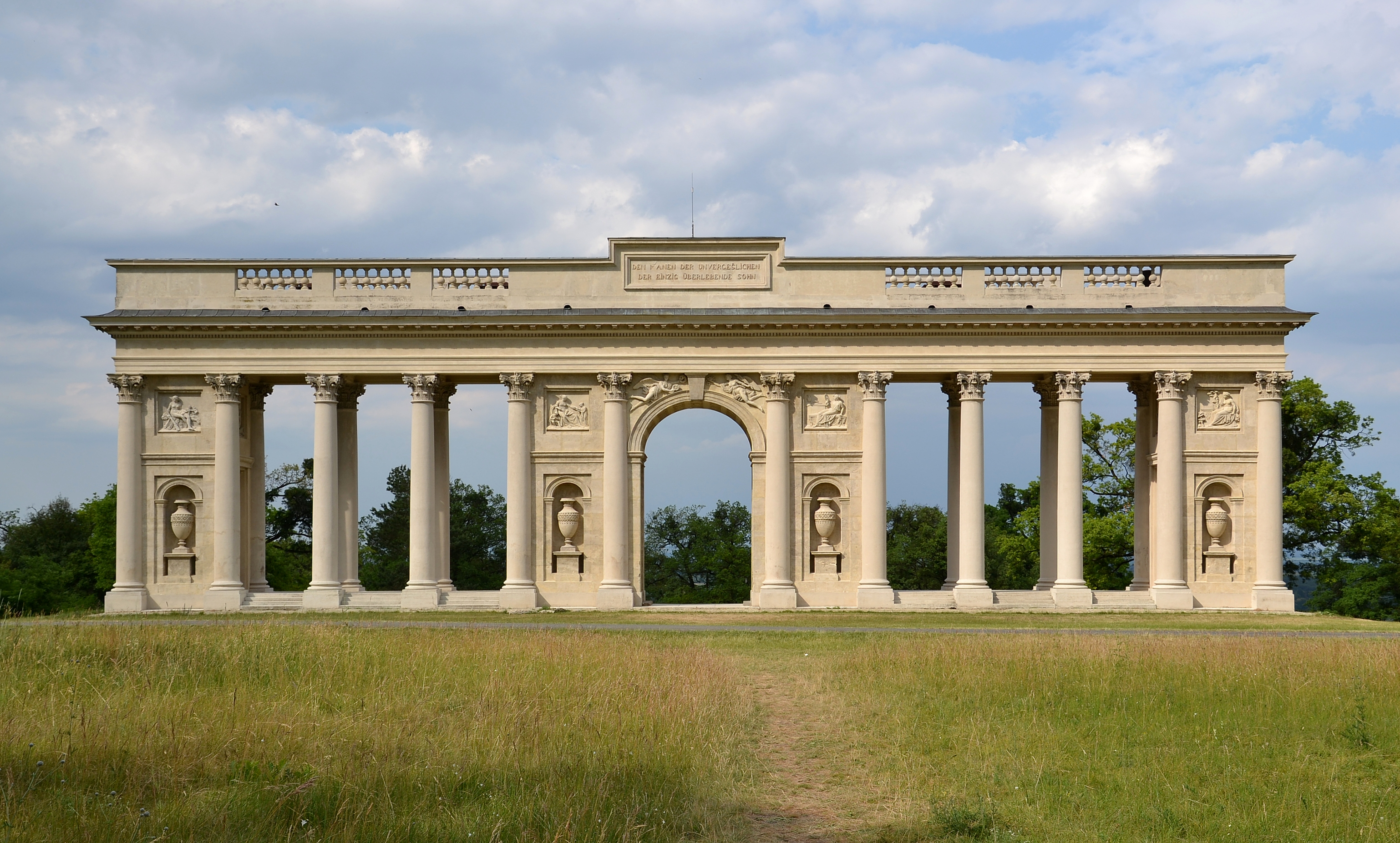
Rajsna.

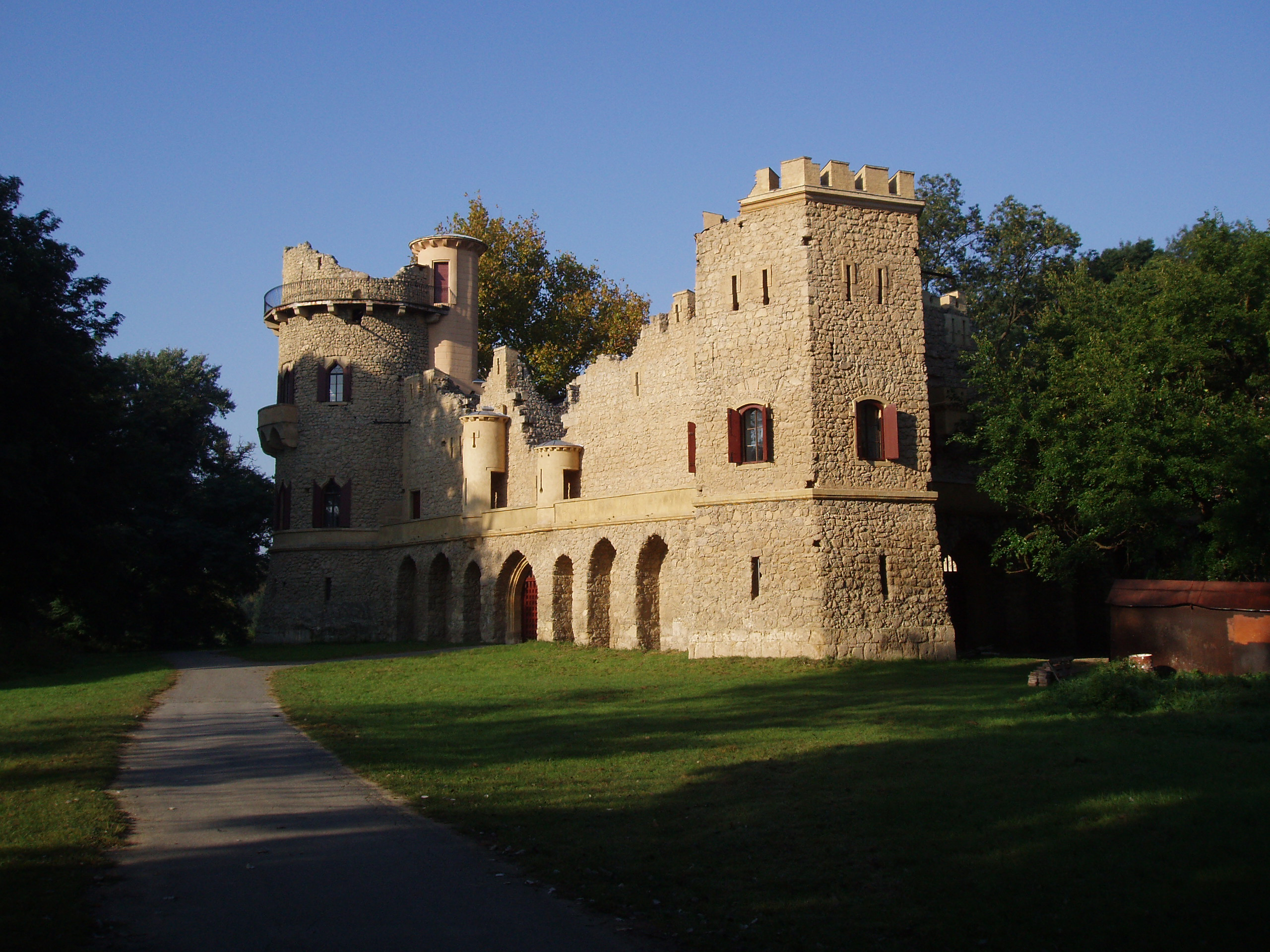
Castillo de Juan.

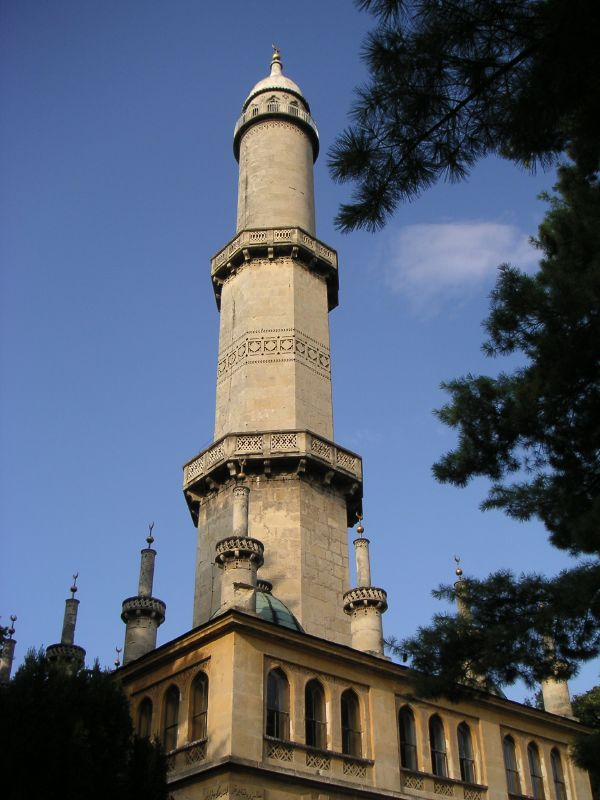
Minarete.

El paisaje cultural de Lednice-Valtice (o región de Lednice-Valtice o Complejo Lednice-Valtice, en checo, Lednicko-valtický areál) es un complejo natural-cultural de 283,09 km² en la República Checa, Región de Moravia Meridional, cerca de Břeclav y Mikulov, junto a la reserva de la biosfera de Pálava. Fue declarado Patrimonio de la Humanidad por la Unesco en 1996.

## Historia y descripción
Durante los siglos XVIII y XIX, la región se vio transformada por los señores locales, la Casa de Liechtenstein, que creó un enorme parque paisajístico con dos centros:
- el castillo y el pueblo de Valtice (en alemán: Eisgrub).
- el castillo y el pueblo de Lednice (en alemán: Feldsberg).

Estas dos localidades están unidas por la llamada avenida de Bezruč, desde 1715. También hay un tercer pueblo, Hlohovec. Entre Lednice, Valtice y Hlohovec están los estanques de Lednice (en checo: Lednické rybníky / en alemnán: Eisgruber Teiche) que se llaman Mlýnský, Prostřední, Hlohovecký y Nesyt. Una parte sustancial del complejo está cubierta por un bosque de pinos (Boří les) y en parte con un bosque de ribera a lo largo del río Dyje.
Además, el complejo destaca por una serie de pequeños pabellones diseminados por la totalidad de su área, que a menudo sirvieron como pabellones de caza.
En los jardines o proximidades de Lednice:
- el Castillo de Juan (en checo: Janohrad / en alemán: Hansenburg): unas «ruinas artificiales» neogóticas (en checo, umělá zřícenina; alemán, künstliche Ruine) asemejando un castillo, construidas entre 1801 y 1808.
- el Minarete (Minaret): una estructura en estilo morisco de 62 metros de alto en el jardín del castillo de Lednice (acabado en 1804), sirve como torre de observación.
- el Obelisco (Obelisk): erigido en memoria del tratado de paz de Campo Formio (1798).

Entre Lednice y Valtice:
- el pabellón de recreo Belvedere (Zámeček Belveder / Lustschloss Belveder)
- el Rendezvous o Templo de Diana (Randez-vous / Dianatempel): un pabellón de caza en forma de arco clasicista edificado entre 1810 y 1813 en conmemoración a la labor diplomática del príncipe Johann I Josef durante el tratado de paz de Presburgo. En la parte superior hay un conjunto de estancias en origen destinadas al reposo de los cazadores.[3]
- la Capilla de San Huberto (Kaple svatého Huberta / Hubertuskapelle): una estructura en forma de columna neogótica de los años 1850 dedicada al santo patrón de los cazadores, situado en el bosque de pinos.
- la Casa de la frontera (Hraniční zámeček / Grenzschlösschen): un pabellón clasicista construido en 1827 directamente encima de la antigua frontera (hasta 1920) entre la Baja Austria y Moravia.
- el Templo de las Tres Gracias (Tři Grácie / Drei Grazien): una galería semicircular con estatuas alegóricas de las ciencias y las Musas y una escultura de las Tres Gracias de 1825.
- la Nueva Granja (Nový dvůr / Neuhof): una granja clasicista acabada en 1809, usada al principio para la cría de ovejas y hoy para la cría caballar.
- el Templo de Apolo (Apollónův chrám / Apollo Tempel): un pabellón de caza clasicista de 1817, a orillas de los estanques de Lednice.
- la Casa del estanque (Rybniční zámeček / Teichschlösschen): en la orilla de uno de los estanques de Lednice.
- el Pabellón de caza (Lovecký zámeček / Jagdschlösschen): una casa clasicista de 1806.

En los jardines o proximidades de Valtice:
- el Teatro (Divadlo / Theater): pequeño teatro de corte edificado en 1790 e inaugurado por el emperador Leopoldo II, restaurado entre 2014 y 2015.[4]
- el Picadero de Invierno (Zimní jízdárna / Winterreithalle): una gran sala que servía como picadero para ejercicios hípicos edificada a inicios del siglo XVIII.[4]
- la Columnata (Kolonáda Na Rajstně / Kolonnade auf dem Reisten): una columnata clasicista a modo de glorieta en lo alto de la colina Reistenberg sobre Valtice realizada entre 1812-1823 por el príncipe Johann I Josef en honor a su padre Franz Josef I y a sus hermanos Ludwig I y Philipp. Se sitúa en la actual frontera (desde 1919) entre Moravia del Sur (Chequia) y Baja Austria (Austria).[3]

En las proximidades de Breclav:
- el pabellón de caza de Pohansko: un pabellón de caza estilo Imperio acabado después de 1812, contiene una exposición del Museo cívico de Břeclav. En las proximidades hay un importante yacimiento arqueológico de los restos de la Gran Moravia y partes reconstruidas de las fortificaciones de frontera checoslovaca.
- el pabellón de caza de Lány (en alemán: Auf den Lahnen): un pabellón de caza estilo neoclásico de comienzos del siglo XIX.